# Antonia Matt

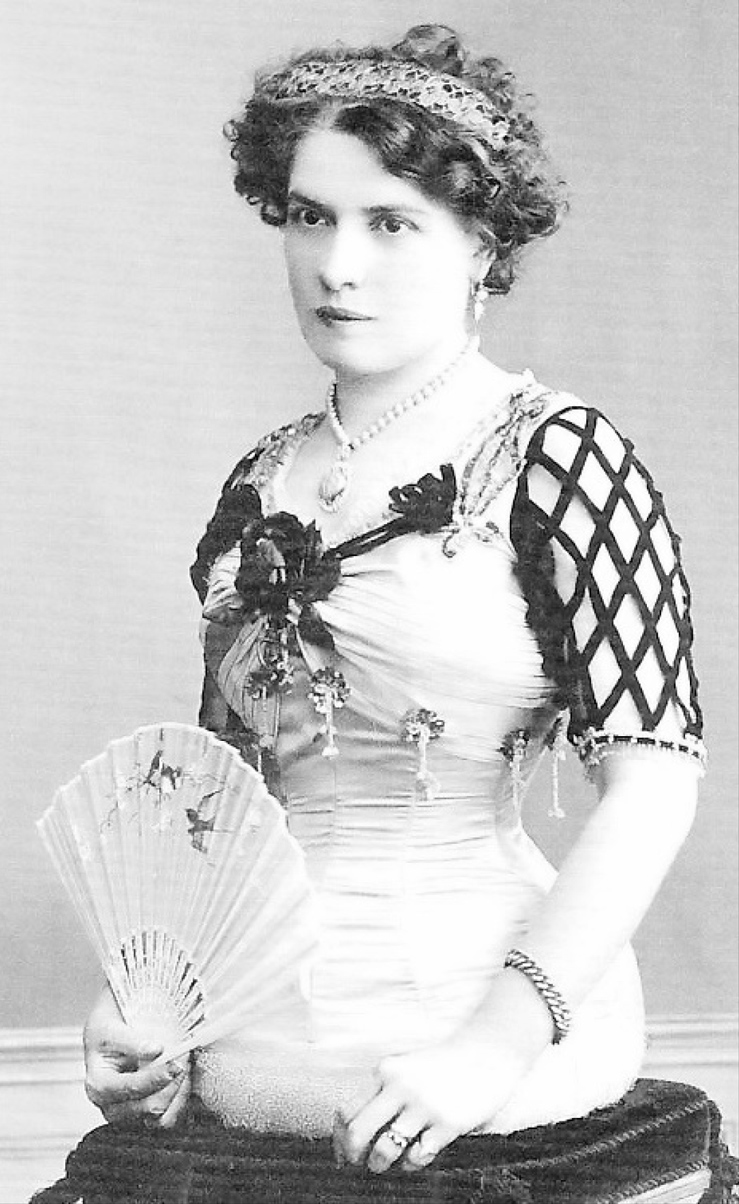
Antonia Matt um 1900

Antonia Matt (Künstlername: Mademoiselle Gabriele; * 7. November 1878 in Ludesch, Österreich-Ungarn; † 27. August 1958 in Goppeln bei Dresden) war eine österreichische Schaustellerin, die als Dame ohne Unterleib bzw. Half Lady bekannt wurde.

## Leben
Antonia Matt wurde im November 1878 in dem kleinen Vorarlberger Dorf Ludesch in eine Bauernfamilie geboren. Ihr fehlten von Geburt an beide unteren Gliedmaßen (Amelie), so dass sie sofort nach der Geburt notgetauft wurde – sie entwickelte sich jedoch gesund und „lebenstüchtig“. Einen ihr vom Landeshauptmann angebotenen Schulplatz an einer privaten Mädchenschule konnte sie nicht annehmen, weil der Gemeinderat ihres Heimatdorfes ihr die dafür notwendige Bescheinigung verweigerte, dass sie geistig normal entwickelt sei. Als Begründung für die Ablehnung wurde angegeben, sie solle anderen Kindern im Dorf gegenüber nicht bevorzugt werden. Schließlich besuchte sie einige Jahre eine nahegelegene Privatschule, bis ihr Vater 1889 starb und sie aus finanziellen Gründen wieder im Dorf beschult werden musste. Dort war sie weiterhin Diskriminierungen und Demütigungen ausgesetzt – so verweigerte man ihr etwa die Erstkommunion. Sie entwickelte sich dennoch zu einer sehr guten Schülerin, machte ihren Volksschulabschluss und lernte zusätzlich, Gitarre und Mandoline zu spielen. Für den anvisierten Beruf als Modistin oder Schneiderin fand sie trotz einer kleinen Erbschaft, die der Berufsausbildung dienen sollte, keine Lehrstelle.
Eine erste Anstellung fand sie auf Vermittlung französischer Kurgäste um 1894 in Innsbruck: in einem Kleidergeschäft ließ sie sich – „adrett gekleidet“ als „lebendige Schaufensterpuppe“ auf einer Drehscheibe präsentieren. Solche Darbietungen von Menschen mit Behinderungen oder körperlichen Besonderheiten waren nicht selten zu dieser Zeit und gingen für die Betroffenen häufig mit Ausbeutung und Abhängigkeit einher. Manche erlangten jedoch auch eine gewisse berufliche und finanzielle Unabhängigkeit, die ohne die Schaustellerei nicht möglich gewesen wäre.
Antonia Matt jedenfalls soll froh gewesen sein, der dörflichen Situation entkommen zu sein, sich ein eigenes Einkommen zu schaffen und ein selbstbestimmtes Leben zu führen – der Pfarrer ihrer Heimatgemeinde ließ sie jedoch wegen „moralisch-sittlicher Gefährdung“ gegen ihren Willen nach Hause zurückholen. Sie und ihre Mutter waren zuhause erneut Schmähungen ausgesetzt. Nur fünf Monate später verließ Antonia Matt das Dorf erneut, nachdem sie Kontakt zu der Schaustellerfamilie Prechtl aufgenommen hatte, die sie in Innsbruck kennengelernt hatte. Mit deren „Schaubude“ tourte sie daraufhin sechs Jahre durch Italien und Österreich. Im Jahr 1900 trat sie, vermutlich immer noch mit den Prechtls, auf der Pariser Weltausstellung auf und wurde dort von einem Mr. Woodward für Auftritte in den Vereinigten Staaten ab 1901 engagiert. Sie blieb drei Jahre in Amerika und kehrte dann nach Europa zurück.
1906 oder 1907 verheiratete sie sich in Dresden mit dem Schausteller Johannes Günther und trat ab dieser Zeit mit ihm gemeinsam auf. Zeitlich lässt sich nicht mehr eingrenzen, ab wann sie den Künstlernamen Mademoiselle Gabriele annahm. Ihre Herkunft gab sie bald mit Basel an, möglicherweise um sich weiteren Zugriffen aus Ludesch zu entziehen. Ihre weitere Biografie ist durch die branchenübliche Legendenbildung um die von ihr dargestellten Kunstfiguren schwer greifbar, angeblich sei sie dreimal verheiratet gewesen und trat auch als „die englische Halbdame“ auf. Antonia Matt inszenierte sich als vornehme Person aus möglicherweise höchsten gesellschaftlichen Kreisen und trat bis 1913 an zahlreichen Orten auf, unter anderem beim Münchner Oktoberfest, auf der Leipziger Messe und im Berliner Zirkus Busch. Auch für Prag, Budapest, London, Paris und Amsterdam sind Auftritte belegt. Eine Dissertation von 2015, die u. a. auf Familienforschung basiert, berichtet von einer zweiten Ehe nach dem Tod von Johannes Günther, der 1924 starb.
Ungewöhnlich für vergleichbare Lebenswege war Matts Engagement am renommierten Hammerstein-Varietétheater in New York ab 1913, wo sie in aufwendigen Inszenierungen auftrat. Aus diesem Engagement soll sie sich kurz darauf wiederum freigekauft haben, um von Barnum & Bailey unter Vertrag genommen zu werden – der Höhepunkt ihrer Karriere. Bis 1920 trat sie in den USA mit verschiedenen Arbeitgebern auf, darunter den Ringling Brothers in Coney Island, und erwirtschaftete im Laufe ihrer Karriere als Schaustellerin ein Millionenvermögen. Ein entsprechend üppig inszenierter Familienbesuch in Ludesch in den 1930er Jahren soll für ein gewisses Aufsehen gesorgt haben.
Bei allem Erfolg berichtete Antonia Matt allerdings auch davon, dass sie häufig im Umfeld ihrer Auftritte sexuell belästigt wurde.
1932/1933 ließ sich Antonia Matt im St.-Anna-Altenheim in Dresden nieder, wo sie bis November 1944 lebte. Wegen der alliierten Luftangriffe zog sie Ende 1944 – erneut verwitwet – nach Mittelberg im Allgäu, bevor sie von Verwandten zunächst nach Rankweil und dann nach Ludesch „heimgeholt“ wurde. Ihr Vermögen war jedoch kriegsbedingt geschrumpft und sie galt nach Kriegsende in Österreich als staatenlos. 1948 konnte sie nach Deutschland ausreisen und wurde zunächst im Kriegsversehrtenheim Haus Nazareth in Mittelberg aufgenommen. 1950 ging sie zurück nach Goppeln bei Dresden, wo sie 1958 verstarb.

„Frauen benötigen keine Beine. Ich habe sie nie vermisst. Ich kann das Leben genießen und alles ohne sie machen. Auf jeden Fall sind sie nicht immer besonders schön, und ich beneide keine Frauen dafür.“

## Erinnerung
Das Frauenmuseum Hittisau zeigte 2012 die Ausstellung Die tollkühnen Frauen, die neben Biografien anderer Zirkusfrauen auch Antonia Matts Lebensgeschichte thematisierte. Im Jahr 2019 wurde in der Wanderausstellung Auswanderungsgeschichten aus dem Walgau, die in elf Gemeinden der Region gezeigt wurde, auf einer der Schautafeln an das Leben Antonia Matts erinnert.